# Rosario (Cavite)
Rosario (Bayan ng Rosario, Cavite) är en kommun i Filippinerna. Kommunen ligger på ön Luzon, och tillhör provinsen Cavite. Folkmängden uppgår till 92 253 invånare.

## Källor

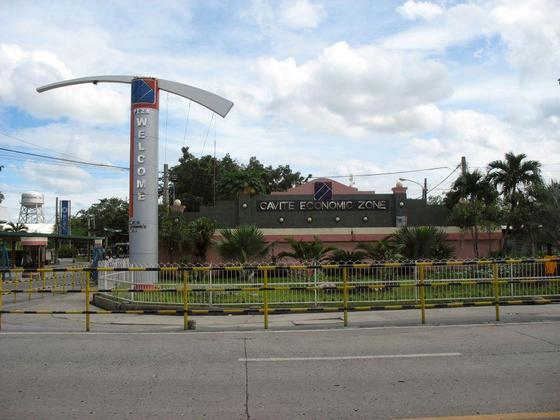

## Barangayer
Rosario delas in i 20 barangayer.
| - Silangan I - Bagbag I - Kanluran - Ligtong I - Ligtong II - Muzon I - Poblacion - Sapa I - Tejeros Convention - Wawa I | - Ligtong III - Bagbag II - Ligtong IV - Muzon II - Sapa II - Sapa III - Sapa IV - Silangan II - Wawa II - Wawa III |